# Теодора (11. век)
Теодора (грч Θεοδώρα, рођ. 980. - умрла после 31. августа 1056. године) била је византијска царица и последњи представник Македонске династије. Теодора је владала прво као савладарка своје сестре Зоје од 19. априла до 11. јуна 1042, а затим и самостално од 11. јануара 1055. до смрти након 31. августа 1056. године.
Теодора је била ћерка Константина VIII (1025—1028) који је своју самосталну владу започео под старе дане након смрти његовог брата Василија II. Док је Василије остао заклети нежења, Константин је имао три ћерке Евдокију, која се замонашила, а затим Зоју и Теодору. Константин VIII је тек на самрти решио да се побрине за судбину својих ћерки и саме династије и наложио је Теодори да се уда за цариградског епарха Романа Аргира. Он је одбила је да се уда за Романа Аргира за кога се на крају удала њена сестра Зоја. Након тога Теодора се повукла из јавног живота, али се 1029. појавила сумња да намерава да се уда за бившег бугарског цара Пресијама II и тако омогући свом супругу да узурпира трон. Пресијам је ослепљен и натеран да прихвати монашки завет, док се и Теодора морала замонашити и повући у манастир.
Теодора је живела повучено све док 19. априла 1042. није дошло до побуне против младог цара Михаила V Калафата који је претходно протерао своју усвојитељку Зоју на Принчевска острва у Мраморном мору. Као резултат ове народне побуне Зоја и Теодора су заједно постављене на царски престо. Међутим, две царице су се толико лоше слагале да се Зоја удала по трећи пут како би царски колегијум добио и мушког члана. Њен избор био је Константин Мономах, за кога се удала 11. јуна 1042, а који је практично истиснуо сестре из вођења високе политике, мада су и Зоја и Теодора задржале царске титуле.
Зоја је умрла 1050, а њен трећи супруг Константин Мономах 11. јануара 1055. године. Као једини преостали члан Македонске династије већ седамдесетогодишња Теодора је започела сопствену владу. Стара царица је владала преко способног и бескрупулозног саветника Лава Параспондила који је желео да преко Теодоре омогући долазак на престо неком од својих фаворита. Са друге стране, патријарх Михаило Керуларије је саветовао царици да се ипак уда и тако се побрине да предстојећа смена на престолу прође што безболније. Ипак, Теодора се тешко разболела 31. августа 1056 и умрла је неколико дана касније. За свог наследника именовала је времешног Михаила Врингу познатог под надимком Стратиотик пошто је служио као логотет задужен за војна питања. Након Теодорине смрти и гашења Македонске династије, која је царством владала још од 867. године, започео је период константних грађанских ратова који је окончан тек 1081. доласком Алексија I Комнина на престо.